# Phaonia cothurnoloba
Phaonia cothurnoloba är en tvåvingeart som beskrevs av Xue och Feng 1986. Phaonia cothurnoloba ingår i släktet Phaonia och familjen husflugor. Inga underarter finns listade i Catalogue of Life.